# Teiichiro Fujita
Teiichiro Fujita (jap. 藤田貞一郎 Fujita Teiichiro) (ur. 11 lutego 1935, zm. 13 czerwca 2015) – japoński ekonomista i historyk ekonomii, profesor w Uniwersytetu Dōshisha, autor książek poświęconych historii gospodarki japońskiej.
Urodził się w Pjongjangu w Generalnym Gubernatorstwie Korei jako syn Fusasuke Fujity i Sei Fujity z domu Asaoka. Ukończył studia na Uniwersytecie w Osace i uzyskał tam tytuł doktora ekonomii za badania na temat systemu szogunatu i idei interesu narodowego. Wykładał na Uniwersytecie Matsuyama i był profesorem na Uniwersytecie Dōshisha. Opublikował szereg prac na temat nowożytnej historii gospodarczej Japonii okresu Edo i ery Meiji .
- „Badanie wczesnonowożytnej myśli ekonomicznej: Idea interesu narodowego i system Bakuhan”, Yoshikawa Kobunkan, 1966
- „50 lat publicznego rynku detalicznego w Kioto: publiczne rynki detaliczne i japoński kapitalizm” pod redakcją Wydziału Ekonomii Konsumenckiej Biura Ekonomicznego Miasta Kioto, Stowarzyszenia Publicznego Rynku Detalicznego Miasta Kioto, 1969
- „Historyczne studium współczesnych rynków świeżej żywności: Centralne rynki hurtowe”, Seibundo Publishing, 1972
- „Historia współczesnych japońskich związków zawodowych”, Seibundo Publishing, 1995
- „Genealogia i rozwój myśli o interesie narodowym: od okresu Tokugawa do okresu Meiji”, Seibundo Publishing, 1998
- „Nowa perspektywa w badaniu współczesnej historii gospodarczej Japonii: interesy narodowe, rynki, stowarzyszenia handlowe i Robinson Crusoe”, Seibundo Publishing, 2003
- „Przemyślenie egzegezy koncepcji reformy terytorialnej ”, Seibundo Publishing, 2011
- „Historia japońskiego handlu” Mataro Miyamoto i Akiry Hasegawy, Yuhikaku Shinsho, 1978 (współautor)
- "Muzeum Historyczne Miyamoto Mataji”, pod redakcją Masatomo Udy, Shibunkaku Publishing, 1984 (współautor)
- „Historia rynków i zarządzania: od początków ery nowożytnej do czasów współczesnych”, pod redakcją Seiichi Ando, Seibundo Publishing, 1996 (współautor)